# Dragoljub Ćirić
Dragoljub Ćirić (* 12. November 1935 in Novi Sad; † 16. August 2014) war ein jugoslawischer Schachgroßmeister.

## Leben
Ćirić wuchs in Čačak auf und erreichte schon als Schüler Meisterstärke. Er erhielt den nationalen Meistertitel nach dem Turnier von Sarajevo 1958, den Titel Internationaler Meister 1961 und den Großmeistertitel in Sotschi 1965. Gesundheitliche Probleme zwangen ihn oft zu längeren Turnierpausen. Ćirić nahm mit der jugoslawischen Mannschaft an den Schacholympiaden 1966 und 1968 teil. Er gewann 1966 als zweiter Reservespieler alle acht Partien und erreichte 1968 mit der Mannschaft den zweiten Platz. Bei den Mannschaftseuropameisterschaften 1961 und 1965 erreichte er den zweiten Platz, 1961 erzielte er außerdem gemeinsam mit Efim Geller das beste Einzelergebnis am siebten Brett. Seine letzte Elo-Zahl betrug 2269. Seine beste historische Elo-Zahl vor Einführung der Elo-Zahlen lag bei 2640, berechnet für den Juli 1968.
Der Belgrader Schachverband und der Schachklub Radnichki gaben am 17. August 2014 den Tod Ćirićs bekannt.
| Hier fehlt eine Grafik, die leider im Moment aus technischen Gründen nicht angezeigt werden kann. Wir arbeiten daran! |

## Turnierergebnisse
- 1965 Tschigorin Memorial: 3. Platz
- 1966 Sarajewo: 1. Platz (geteilt mit Michail Tal)
- 1967 Hoogovens Bewerwijk: 3. Platz
- 1968 Sarajewo: 1. Platz (geteilt mit Anatoli Lein)